# Reinhard Vincent von Hompesch
Reinhard Vincent von Hompesch, dit le Comte Hompesch, né en 1660 et décédé le 20 janvier 1733 était un général d’origine allemande au service des Provinces-Unies, gouverneur de Luxembourg, de Namur et de Bois Le Duc.

## Biographie
Hompesch est issu d’une famille aristocratique des duchés de Juliers et de Berg en Westphalie, plus précisément du Bas-Rhin, région frontière entre l’Allemagne et les Pays-Bas, les Hompesch zu Bollheim und Rurich. Ses parents, Johann Dietrich II et Anna Louisa von Ketzgen auront de nombreux enfants dont plusieurs choisiront la carrière des armes du côté allemand comme du côté hollandais. 
D’obédience protestante, Hompesch passe au service des Pays-Bas où il est major de la cavalerie de la Garde en 1691 puis major général en 1701. Durant la guerre de Succession d’Espagne, il combat sous les ordres du Duc de Marlborough à la bataille d’Ekeren en 1703 puis, l’année suivante, à Höchstädt (appelée Blenheim par les Britanniques), immense victoire des Alliés contre la France. 
Envoyé en Rhénanie, il occupe avec ses troupes la région de Trèves à Sarrebruck. Commandant de la place de Grave, il reçoit en 1706 de l’empereur d’Autriche Joseph Ier le titre de comte. 
En 1708, il participe à la bataille d'Audenarde puis l’année suivante à celle de Malplaquet. 
Le siège de Douai, d’avril à juin 1710, aboutit à la prise de la ville défendue par le Comte d’Albergotti. Nommé gouverneur, il commande la place deux ans plus tard quand les Français l'assiègent. Les opérations s’avèrent relativement brèves. Hompesch ne dispose pas alors de forces suffisantes pour pouvoir résister longtemps tandis que la population, qui a peu apprécié la rigueur du commandement militaire des troupes protestantes, espère une fin rapide des hostilités. Villars ayant refusé d’accorder au gouverneur vaincu les honneurs de la guerre, il est fait prisonnier avec toute la garnison tandis que les Français prennent possession dans la ville d’une grande quantité de canons et de munitions.
En 1713, Hompesch est nommé gouverneur de Luxembourg, l’année suivante de Namur, et, en 1718, de Bois-Le-Duc. Il y achète en 1721 la seigneurie de Stevensweert dans laquelle il décède en 1733.
Hompesch avait deux frères qui choisirent comme lui la carrière des armes, Adrien Gustave, tué au siège de Douai en 1710 et Adam Adrien Louis (1678-1733), lui aussi général, d’abord au service de la Hollande puis de la Prusse. Par ailleurs, un de ses descendants, Ferdinand von Hompesch zu Bolheim (1744-1805), fut le dernier grand maître de l'ordre des Hospitaliers de Saint-Jean de Jérusalem.

## Citation
Le roi de Prusse, Frédéric-Guillaume Ier, apprenant la mort d’Hompesch écrit – en français - au Baron Van Ginkel : « Je vous suis obligé de la nouvelle que vous m’avez mandé, que le général comte de Hompesch est mort, dont je plains la personne de tout mon cœur et me réjouisse, que la République perd un si brave homme. »